# Seznam představitelů Plzně
Toto je seznam představitelů města Plzně, tj. purkmistrů, oberbürgermeisterů, předsedů národního výboru a primátorů. V závorce jsou uvedeny roky působení v úřadu.
Primátor stojí v čele Rady města Plzně.

## Purkmistři Plzně do roku 1850
- Jeclinus Pauli (1343–1344)
- Nicolaus Hacker (1347)
- Nicolaus Kossik (1377)
- Heinricus Cratzter (1379)
- Jacobus Hacker (1384)
- Jakubko Gessenicki (1407)
- Mudroch (1408)
- Bartlinus Psseniczka (1409)
- Petrus Miloslai (1410)
- Frana Hacker (1411)
- Mach de Prachaticz (1412)
- Johannes Cilka (1413)
- Jacobus Wagenczo (Wrsska) (1414)
- Simon Chudoba (1415)
- Nicolaus Honconis (1416–1417)
- Martinus Hromadka (1418)
- Petrus Hnilicze (1421, 1423, 1424)
- Nicolaus cuprifaber (1427)
- Sigismundus aurifaber (1429, 1432)
- Olbramus (1433, 1434)
- Adam institor (1436, 1437)
- Johannes Nirzsky (1438, 1439)
- Thobias Hromadka (1445)
- Johannes dictus Prückler (1447)
- Thomas Kužel (1449)
- Martin zlatník (1452)
- Thuoma dictus Kuzel (1453)
- Sigismundus aurifaber (1454)
- Marsso braseator (1455)
- Frana carnifex (1456)
- Bennesius pannifex (1457)
- Jan Hladek (1458)
- Martin zlatník (1459)
- Johannes Panuoska (1460)
- Prokop Reš (1461)
- Jan Hladek (1462)
- Jan Kolešovský (1463)
- Jan Panuoška (1464)
- Vít soukeník (1465)
- Bernart Točník (1469)
- Václav Homole (1470)
- Ondřej Hořovský (1472–1474)
- Vávra pekař (1475)
- Prokop Sviňák (1478)
- Filip sladovník (1481)
- Jíra mečíř (1483)
- Václav Chrt (1484)
- Jan Kladrubský (1485)
- Purkrábek střelec (1486)
- Matěj Poběžovský (1487)
- Jan Jílek (1488)
- Jan Fegal (1489)
- Martin Ovsík (1490)
- Bárta Úterský (1491)
- Heřman z Žernovníka (1492, 1493, 1494)
- Václav soukeník (1495, 1496, 1497)
- Matěj Poběžovský (1498)
- Jan Jílek (1499, 1500)
- Pavel Berounský (1550–1554)
- Jan Forhanzl (1555)
- Alexí Paunk (1556)
- Vít Kellermann (1557)
- Matěj Beran (1558)
- Jan Bakalář (1559)
- Jiří Bavorovský (1560)
- Matěj Beran (1561)
- Jan Kašpárek (1562)
- Zikmund Stašek (1563)
- Tomáš Krásný (1564)
- Jan Jironis (1565)
- Zikmund Stašek (1566)
- Jan Kašpárek (1567)
- Jiří Bavorovský (1568)
- Zikmund Stašek (1569)
- Jan Malý (1570)
- Tomáš Krásný (1571)
- Šebestián Stach (1572)
- Linhart Wolf (1573)
- Tomáš Krásný (1574)
- Jan Kašpárek (1576, 1577)
- Matěj Hauf (1578)
- Zikmund Plzák (1579)
- M. Ondřej Blovský z Palatýna (1580)
- Jiří Bavorovský (1581)
- Jan Košinář (1582)
- Jiří Bavorovský (1583, 1585)
- Adam Hyrš z Roudné (1586)
- Štěpán Fux (1587, 1588)
- M. Tomáš Zelendr z Prošovic (1589, 1590)
- Adam Hyrš z Roudné (1591)
- M. Tomáš Zelendr z Prošovic (1592, 1593)
- Šebestián Pechovský z Turnštejna (1594–1599)
- M. Tomáš Zelendr z Prošovic (1599, 1600)
- Šebestián Pechovský z Turnštejna (1601, 1602)
- M. Jan Kleo z Roudné (1603, 1604)
- M. Tomáš Zelendr z Prošovic (1605)
- M. Šimon Plachý z Třebnice (1606–1609)
- M. Tomáš Zelendr z Prošovic (1610)
- M. Jan Kleo z Roudné (1611)
- M. Daniel Kašpárek z Palatýna (1612–1614)
- M. Tomáš Zelendr mladší z Prošovic (1615)
- M. Tomáš Zelendr z Prošovic (1616, 1617)
- Jan Rudolf Wolfingar z Wolfspachu (1618–1621)
- M. Tomáš Zelendr mladší z Prošovic (1621–1624)
- M. Jan starší Kolenc z Kolna (1624–1627)
- Šebestián Rygler (1627–1629)
- Jan Rudolf Wolfingar z Wolfspachu (1629–1632)
- Jakub Shořel (1632–1635)
- Bartoloměj mladší Stehlík z Čeňkova (1635–1637)
- Tomáš Andricius (1637–1639)
- M. Theofil Kleo z Roudné (1640–1664)
- Jan Slovacius (1664–1668)
- Václav Rudolfi z Treufelsu (1668–1672)
- M. Mirobel z Treuhofu (1672–1676)
- Pavel Albrecht Martinec (1676–1695)
- Jan Petr Alexius Vodička (1695–1720)
- František Mestl (1720–1734)
- Jan Václav Stehlík z Čeňkova (1734–1744)
- MUDr. Pavel Helfer z Helferstrau (1744–1755)
- Jan Berbich (1755–1781)
- František Franta (1781–1786)
- František Jak Strahl (1789–1796)
- Jan Tadeáš Tuschner (1796–1801)
- František Stehlík z Čeňkova (1801–1808)
- Emanuel David (1808–1828)
- Martin Kopecký (1828–1850)

## Purkmistři Plzně v období let 1850–1918
- František Wanka (1850–1861)
- MUDr. Jan Maschauer (1861–1868)
- Emanuel Tuschner (1868–1873)
- František Pecháček (1873–1888)
- JUDr. Karel Houška (1888–1889)
- JUDr. Josef Krofta (1889–1892)
- JUDr. Václav Peták (1892–1917)
- JUDr. Matouš Mandl (1917–1918)

## Starostové Plzně v období let 1918–1945
- JUDr. Matouš Mandl (1918–1919)
- Luděk Pik (1919–1938)
- Petr Němejc (1939–1941)
- Dr. Karl Wild a Dr. Walther Sturm (Oberbürgermeister) (1941–1945)

## Předsedové národního výboru Plzně v období let 1945–1969
- Jindra Krejčík (1945)
- Josef Ullrich, KSČ (1945–1946)
- JUDr. Karel Křepinský, ČSNS (1946–1948)
- Václav Pech, KSČ (1948–1949)
- Josef Mainzer, KSČ (1949–1953)
- Josef Smolák, KSČ (1953–1954)
- Gustav Rada, KSČ (1954–1968)
- Ing. Jan Votruba, KSČ (1968–1969)

## Primátoři Plzně po roce 1969
| Pořadí | Primátor | Primátor                  | Strana | Strana | Začátek a konec v úřadu | Začátek a konec v úřadu | Poznámka                                                                    |
| ------ | -------- | ------------------------- | ------ | ------ | ----------------------- | ----------------------- | --------------------------------------------------------------------------- |
| 1.     |          | Ing. Jan Votruba          |        | KSČ    | 1969                    | 1970                    |                                                                             |
| 2.     |          | Gustav Rada               |        | KSČ    | 1970                    | 1971                    |                                                                             |
| 3.     |          | Eduard Kopáček            |        | KSČ    | 1971                    | 1. 5. 1988              |                                                                             |
| 4.     |          | Ing. Bohumil Plátěnka     |        | KSČ    | 1. 5. 1988              | 2. 3. 1990              | 1. Rada Bohumila Plátěnky 2. Rada Bohumila Plátěnky                         |
| 5.     |          | Stanislav Loukota         |        | OF     | 2. 3. 1990              | 5. 12. 1990             | Rada Stanislava Loukoty                                                     |
| 6.     |          | prof. MUDr. Zdeněk Mraček |        | OF     | 5. 12. 1990             | 5. 12. 1994             | Rada Zdeňka Mračka                                                          |
| 7.     |          | Ing. Zdeněk Prosek        |        | ODS    | 5. 12. 1994             | 25. 11. 1998            | Rada Zdeňka Proska                                                          |
| 8.     |          | Ing. Jiří Šneberger       |        | ODS    | 25. 11. 1998            | 13. 1. 2005             | 1. Rada Jiřího Šnebergera (1998–2002) 2. Rada Jiřího Šnebergera (2002–2005) |
| 9.     |          | Ing. Miroslav Kalous      |        | ODS    | 13. 1. 2005             | 2. 11. 2006             | Rada Miroslava Kalouse                                                      |
| 10.    |          | Ing. Pavel Rödl           |        | ODS    | 2. 11. 2006             | 25. 10. 2010            | Rada Pavla Rödla                                                            |
| 11.    |          | Mgr. Martin Baxa          |        | ODS    | 25. 10. 2010            | 6. 11. 2014             | Rada Martina Baxy                                                           |
| 12.    |          | Martin Zrzavecký          |        | ČSSD   | 6. 11. 2014             | 15. 11. 2018            | Rada Martina Zrzaveckého                                                    |
| 13.    |          | Mgr. Martin Baxa          |        | ODS    | 15. 11. 2018            | 17. 1. 2022             | Rada Martina Baxy                                                           |
| 14.    |          | Mgr. Pavel Šindelář       |        | ODS    | 17. 1. 2022             | 18. 10. 2022            | Rada Pavla Šindeláře                                                        |
| 15.    |          | Mgr. Roman Zarzycký       |        | ANO    | 18. 10. 2022            | dosud                   | Rada Romana Zarzyckého                                                      |